# Up & Away
Up & Away je prvi nezavisni album repera Kid Inka koji je objavljen 12. lipnja 2012. godine pod diskografskom kućom Tha Alumni Music Group u formatu CD-a i digitalnog downloada. Album je proizveo dva promotivna singla "Time of Your Life" i "Lost In the Sauce". Kid Ink je objavio pet spotova za pjesme "Time of Your Life", "Neva Gave a Fuck", "Lost In the Sauce", "No One Left" i "Drippin'".
Album je na top ljestvicama iTunesa debitirao na poziciji broj jedan u mnogim državama. Na top ljestvici Billboard 200 album je debitirao na poziciji broj dvadeset. Album je u prvome tjednu prodan u 20.000 primjeraka, a do danas je prodan u 29.000 primjeraka.

## Popis pjesama
| Br. | Skladba                  | Tekstopisac   | Producent             | Trajanje |
| --- | ------------------------ | ------------- | --------------------- | -------- |
| 1.  | »No One Left«            | Brian Collins | T-Nyce, Backpack      | 3:58     |
| 2.  | »Is It You«              | Brian Collins | The Amazinz           | 4:56     |
| 3.  | »Time of Your Life«      | Brian Collins | Ned Cameron           | 3:55     |
| 4.  | »Act Like That (3-Some)« | Brian Collins | Kyle Justice          | 3:37     |
| 5.  | »Walk In the Club«       | Brian Collins | Ned Cameron           | 3:38     |
| 6.  | »Drippin'«               | Brian Collins | KB                    | 2:48     |
| 7.  | »Lost In the Sauce«      | Brian Collins | Jahlil Beats          | 3:29     |
| 8.  | »Roll Out«               | Brian Collins | The Arsenals          | 4:11     |
| 9.  | »Rumpshaker«             | Brian Collins | FKi, DJ Spinz         | 3:12     |
| 10. | »Carry On«               | Brian Collins | Cardiak               | 4:10     |
| 11. | »Neva Gave a Fuck«       | Brian Collins | Mr. Hype, DJ Invasion | 3:18     |
| 12. | »Hell & Back«            | Brian Collins | Ned Cameron           | 4:10     |

| 13. | »Crazy (Loco)« | Brian Collins | The Arsenals | 3:12 |

## Top ljestvice
| Top ljestvica (2012.)              | Završna pozicija |
| ---------------------------------- | ---------------- |
| Kanada (Canadian Albums Chart)     | 78               |
| SAD (Billboard 200)                | 20               |
| SAD (Billboard R&B/Hip-Hop Albums) | 3                |
| SAD (Billboard Rap Albums)         | 2                |
| SAD (Billboard Independent Albums) | 3                |

## Nadnevci objavljivanja
| Država                     | Nadnevak         | Format                 | Diskografska kuća      | Izvor  |
| -------------------------- | ---------------- | ---------------------- | ---------------------- | ------ |
| Sjedinjene Američke Države | 12. lipnja 2012. | CD, digitalni download | Tha Alumni Music Group | [ 13 ] |

## Vanjske poveznice
- Up & Away na Allmusicu
- Up & Away na Discogsu